# Middleton-on-Leven
Middleton-on-Leven est un village et une paroisse civile du Yorkshire du Nord, en Angleterre.